# Dodekaschoinos
Dodekaschoinos (altgriechisch Δωδεκάσχοινος „Zwölfschoinenland“) oder Zwölfmeilenland, latinisiert Dodecaschoenus, hieß das Grenzland zwischen Ägypten und Nubien. Das Land erstreckte sich südlich ab Syene zwölf Schoinen, auch ägyptische Meilen oder Iteru genannt, entlang des Nils.
Es überlappt sich mit dem Triakontaschoinos (Τριακοντάσχοινος „Dreißigschoinenland“) oder Dreißigmeilenland, lateinisch Triacontaschoenus, ein geographischer und administrativer Begriff der Ptolemäer für das Gebiet zwischen dem ersten und dem zweiten Katarakt des Nils.

## Ausdehnung
Herodot berichtet, dass ab Elephantine aufgrund von Stromschnellen die Schiffe mit Seilen (σχοῖνος schoinos „Seil, Strick“) von beiden Seiten des Nils flussaufwärts gezogen werden mussten. Nach vier Tagen hatte man 12 Schoinen zurückgelegt und erreichte einen See und die Insel Tachompso. Auch in Schenkungsurkunden aus der Ptolemäischen Zeit wird ein zwölf Schoinen langes Feld, das von Syene bis nach Tachompso reichte, erwähnt. Pomponius Mela berichtet von der Insel Tachampso, dass sie nördlich von Meroe und oberhalb des ersten Katarakts in einem See lag. Kurt Sethe schloss aus diesen Angaben, dass Tachompso direkt oberhalb des ersten Katarakt lag und das Zwölfmeilenland nur das Ufer von Syene bis Philae umfasste. Andere suchten den Ort bei ad-Dakka, heute nimmt man jedoch an, dass dieser am Eingang zum Wadi Allaqi lag.
Die Überlieferung von Claudius Ptolemäus wurde so interpretiert, dass die südliche Grenze der Dodekaschoinos das 120 km von Syene entfernte Hiera Sykaminos war.

## Geschichte
Die älteste Überlieferung berichtet, dass Pharao Djoser aus Dankbarkeit den Dodekaschoinos dem Gott Chnum von Elephantine schenkte. Dies wurde auf der Hungersnotstele, die man auf der Kataraktinsel Sehelnarti fand, verewigt. Da diese Stele aus der Ptolemäischen Zeit stammt wird diese Schenkung als Fälschung der Chnum-Priesterschaft angesehen, die so an ihren Abgabenteil des Dodekaschoinos gelangen wollte. Eine andere Inschrift aus dem Neuen Reich, vermutlich aus der Regierungszeit von Ramses III., die man auf Elephantine fand scheint jedoch auch auf diese Schenkung Bezug zu nehmen ist jedoch nur in Fragmenten erhalten. Hier ist die Rede von der Schenkung eines Feldes an einen Gott, dem Vater der Götter und Göttinnen. Bei diesem Gott handelt es sich mit großer Wahrscheinlichkeit um Chnum.
Ab der Ptolemäischen Zeit wurde der Dodekaschoinos an die Göttin Isis von Philae gestiftet, wie Inschriften von der Insel Philae bezeugen. Während ursprünglich Tachompso die südliche Grenze des Distrikts war, wurde zur römischen Zeit die Grenze weiter südlich nach Hiera Sykaminos verlegt. Unter römischer Herrschaft reorganisierte Kaiser Augustus den Dodekaschoinos, behielt aber die ptolemäische Schenkung seiner Einnahmen an den Isis-Tempel in Philae bei. 298 n. Chr. gaben die Römer den Dodekaschoinos auf.
Nach dem Fall von Meroe und dem Aufkommen von Nobatia im 5. Jahrhundert werden die Begriffe Triakontaschoinos und Dodekaschoinos nicht mehr verwendet.

## Weblink
- Dodecaschoenus, in: William Smith: Dictionary of Greek and Roman Geography (1854) (Perseus Project)